# Petnic
Petnic – wieś w Rumunii, w okręgu Caraș-Severin, w gminie Iablanița. W 2011 roku liczyła 780 mieszkańców. 